# 綠牡犡
「綠牡犡」是因重金屬污染所演變出來的名詞。

## 來源
因為水源受重金屬污染所致。

## 名詞解釋
養殖的牡蠣大量吸收工廠廢水中的銅金屬後，顏色會轉變成綠色，「綠牡犡」因而得名。

## 相關疾病
人們若長期使用，會因重金屬的累積而導致慢性疾病。